# Lola Paltinger

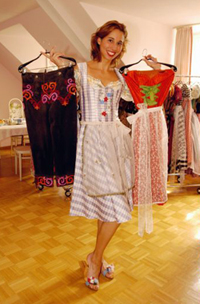
Lola Paltinger in ihrem Atelier

Lola Paltinger (* 12. August 1972 in Mannheim) ist eine deutsche Modedesignerin. Sie lebt in München, wo sie auch ihr Geschäft betreibt.

## Leben
Paltinger, die unter anderem bei Vivienne Westwood ein dreimonatiges Praktikum absolvierte, entwirft jeweils eine Frühlings- und eine Herbstkollektion. Ihre Spezialität sind ihre Neudefinitionen des klassischen bayrischen Dirndl, die bei ihr oft noch mehr die Oberweite der Trägerin betonen und sich zudem von traditionellen Trachten deutlich abgrenzen. Paris Hilton, Giulia Siegel, Sarah Kern und Nina Ruge zählen zu ihren Kunden. Seit Mai 2007 vertreibt Lola Paltinger zudem auf dem Teleshopping-Sender HSE eine Kollektion unter dem Namen Himmelblau.
Im Oktober 2006 wurde Paltinger Mutter eines Sohnes.
Der ungewöhnliche Name Lola ist kein Pseudonym, ihre Eltern ließen sich durch das Lied Lola von The Kinks inspirieren.